# Denis Ier
Pour l’article ayant un titre homophone, voir Denys Ier.
Denis Ier de Portugal, surnommé « le Laboureur » , le « Roi Agriculteur », le « Roi Poète », « le Roi Troubadour », « le Père de la Patrie »  ou encore « le Libéral », né à Lisbonne le 9 octobre 1261 et mort à Santarém le 7 janvier 1325, est le sixième roi de Portugal de 1279 à 1325. Il est considéré comme l'un des plus importants poètes troubadours portugais des XIIIe et XIVe siècles ,.

## Biographie

### Jeunesse
Il est le deuxième fils du roi Alphonse III et de son épouse l'infante Béatrice de Castille (1242-1303) et devient le sixième roi de Portugal en 1279 à la place de son aîné Robert de Portugal qui a été déclaré bâtard de Mahaut de Dammartin. Comme héritier du trône, Denis est très tôt formé par son père pour diriger le Portugal. Il est considéré comme le premier monarque portugais véritablement lettré, ayant toujours signé de son nom complet .

### Règne

#### Politique extérieure et religieuse

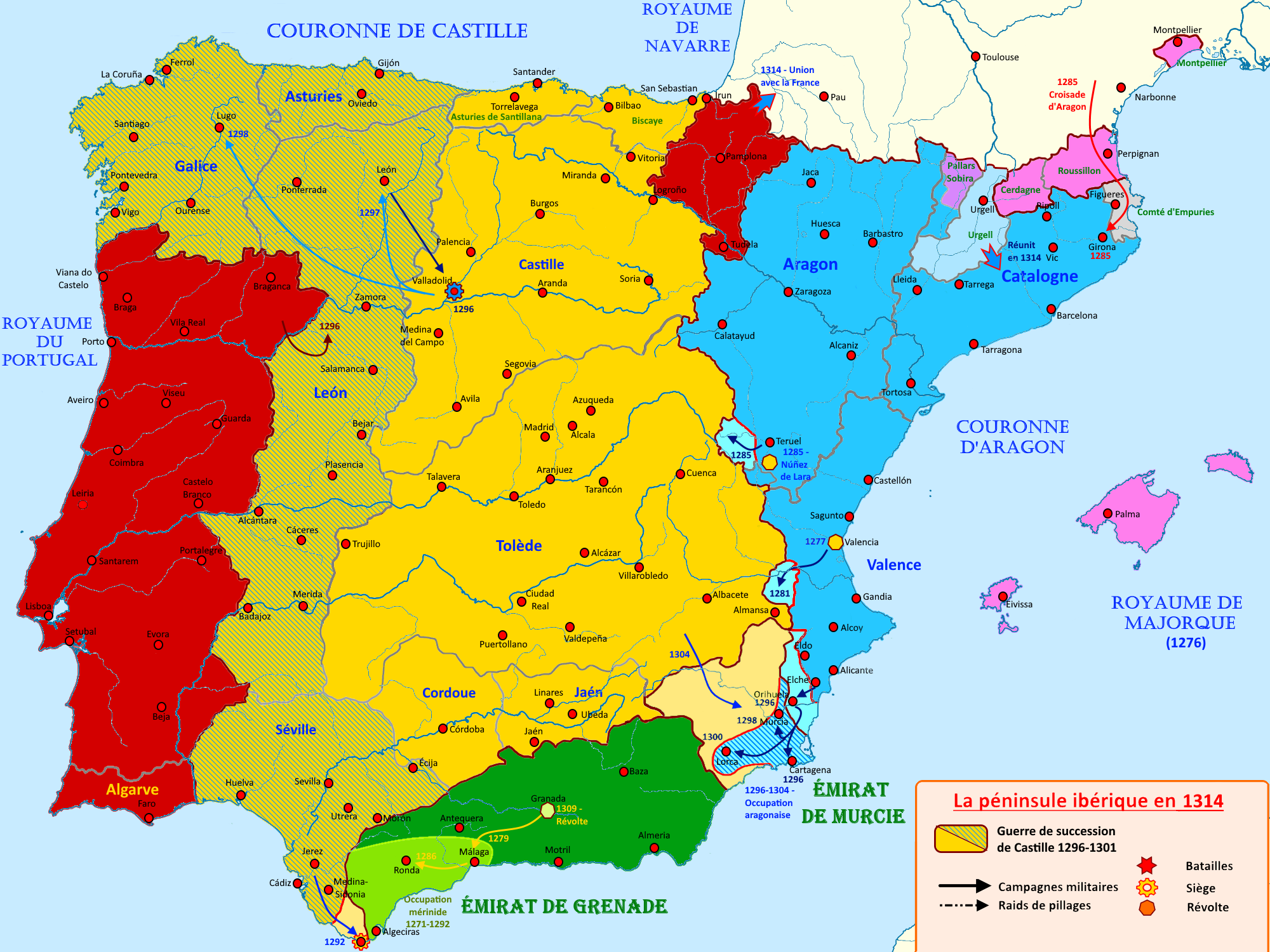
Le royaume du Portugal de 1275 à 1314.

Lorsqu'il monte sur le trône, le Portugal est de nouveau en conflit avec l'Église catholique. Denis Ier tente de résoudre le problème en signant un traité avec le pape Nicolas III où il promet de protéger les intérêts de Rome au Portugal ,. En 1289, le roi signe le Concordat des Quarante Articles avec le pape Nicolas IV, jurant également de protéger les intérêts de l'Église dans son royaume . 
En 1319, Denis Ier concède l'asile aux Templiers, accusés d'hérésie et condamnés à l'anéantissement par le pape Clément V, en créant un ordre militaire portugais sous le nom d'Ordre du Christ ,. Ce nouvel ordre est conçu pour être une continuation de l'Ordre du Temple . Sa reconnaissance et son droit à hériter des biens ainsi que des propriétés des Templiers sont négociés par Denis Ier avec le pape Jean XXII .
La Reconquista portugaise étant terminée, Denis Ier est surtout un roi administrateur, malgré quelques tensions avec la Castille dont il obtient la possession des bourgades de Serpa ainsi que de Moura, des territoires au-delà du Guadiana et la rectification des frontières de Ribacoa. Il signe pour cela le traité d'Alcañices avec Ferdinand IV de Castille le 12 septembre 1297, dont l'accord est toujours en vigueur . Une fois ce conflit résolu, aucune autre guerre n'a lieu durant son règne, justifiant ainsi le souvenir qu'il a laissé d'un roi très pacifique pour son époque .

#### Politique intérieure et économique

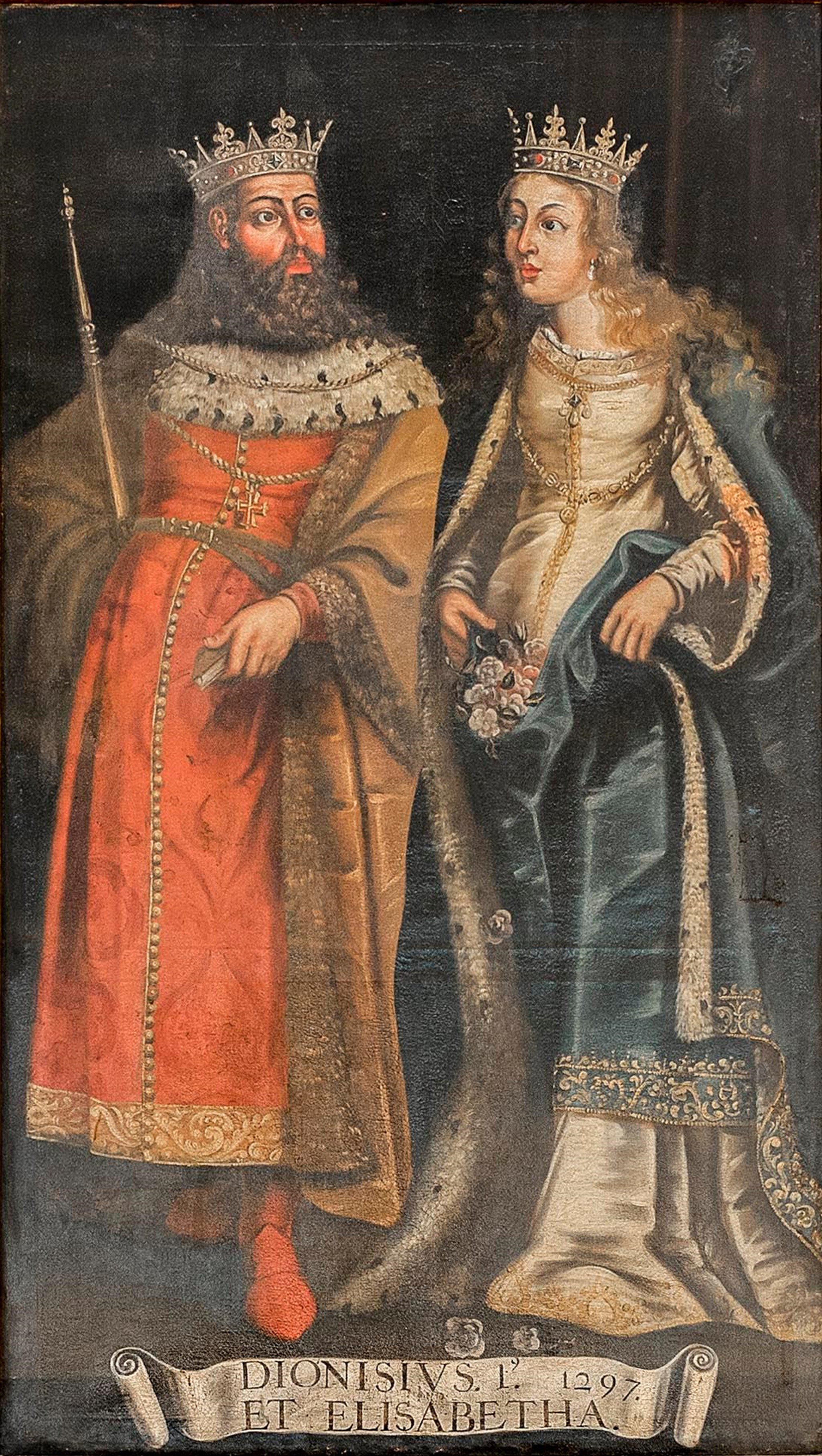
Denis Ier et la reine Élisabeth de Portugal, portrait à l'Université de Coimbra–Sala dos Capelos

Les priorités de son gouvernement sont l'organisation du pays et la continuation des actions de son père. Denis Ier publie le noyau du Code civil et criminel se concentrant sur la protection des classes les moins favorisées contre les abus de pouvoir. Ces lois ont survécu dans le cadre du « Livre des lois et des règlements », et dans les « Ordonnances alphonsines », rédigées sous le règne d'Alphonse V de Portugal ,. Ces « codes législatifs » sont des compilations de lois et de droits coutumiers municipaux, amendés et reformulés par la Couronne . Denis Ier encadre le droit commun en imposant des restrictions aux actions des « alvazis » (fonctionnaires des conseils locaux), son contrôle des procédures aux juristes (juges, procureurs et avocats), marque le début de la juridiction territoriale et l'importance croissante de Lisbonne comme capitale du pays . De vastes terres étendent le domaine royal dans les régions du nord au sud et une partie du territoire méridional passe sous le contrôle des ordres militaires .
Durant son règne, il voyage dans le pays, visitant les bourgs et apportant des solutions aux problèmes rencontrés. Avec l'aide de son épouse, la reine Elisabeth d'Aragon dite sainte Elisabeth (1271-1336), Denis Ier essaye d'améliorer la vie des pauvres , et fonde diverses institutions de charité . Préoccupé par les infrastructures du pays, le roi ordonne l'exploitation des mines de cuivre, d'argent, d'étain ainsi que de fer et organise les exportations de ces produits vers les autres pays européens .
Denis Ier institue la première réforme agraire du Portugal qui redistribue des terres en morcelant les propriétés féodales et ecclésiastiques ,. Ses décrets interdisent à l'Église ainsi qu'aux ordres religieux d'acheter des terres, exigent des ventes, des confiscations et empêchent l'héritage des biens des recrues des ordres . Sous son règne, il favorise le développement de la médecine vétérinaire , des infrastructures rurales et fonde des écoles pour améliorer les techniques agricoles . Le Portugal produit plus de céréales, dépassant ses propres besoins et exporte l'excédent, ce qui vaut au roi le surnom de « l'Agriculteur » (« o Lavrador ») .  L'une de ses principales réalisations est la plantation d'une forêt de pins, pour protéger les terres arables de l'avancée des sables côtiers, près de Leiria . Cette forêt, connue sous le nom de « Pinhal de Leiria » (Pinède de Leiria), existe toujours et constitue une importante zone de conservation ,. Sa politique encourage le développement économique avec la fondation de diverses communautés rurales, de marchés et de foires commerciales, permettant la création de nombreuses villes .
Denis Ier défend les intérêts des marchands portugais et crée un fonds appelé la « Bolsa de Comércio », la première forme documentée d'assurance maritime en Europe, approuvée le 10 mai 1293 ,. Cela permet la formation d'une marine marchande pour le commerce avec la Catalogne, la Bretagne, les pays nordiques et l'Angleterre, avec qui il signe un traité commercial en 1308. Il obtient un contrat en 1317 pour les services du marin et marchand génois Manuel Pessanha (forme portugaise de l'italien « Pezagno ») comme amiral de sa flotte . Pessanha et ses successeurs fournissent vingt capitaines génois pour commander les galères du roi à Lisbonne. Denis Ier est le promoteur des grands navigateurs et fait venir des pays voisins des techniciens en navigation , fondant ainsi la Marine portugaise.

#### Arts et politique culturelle

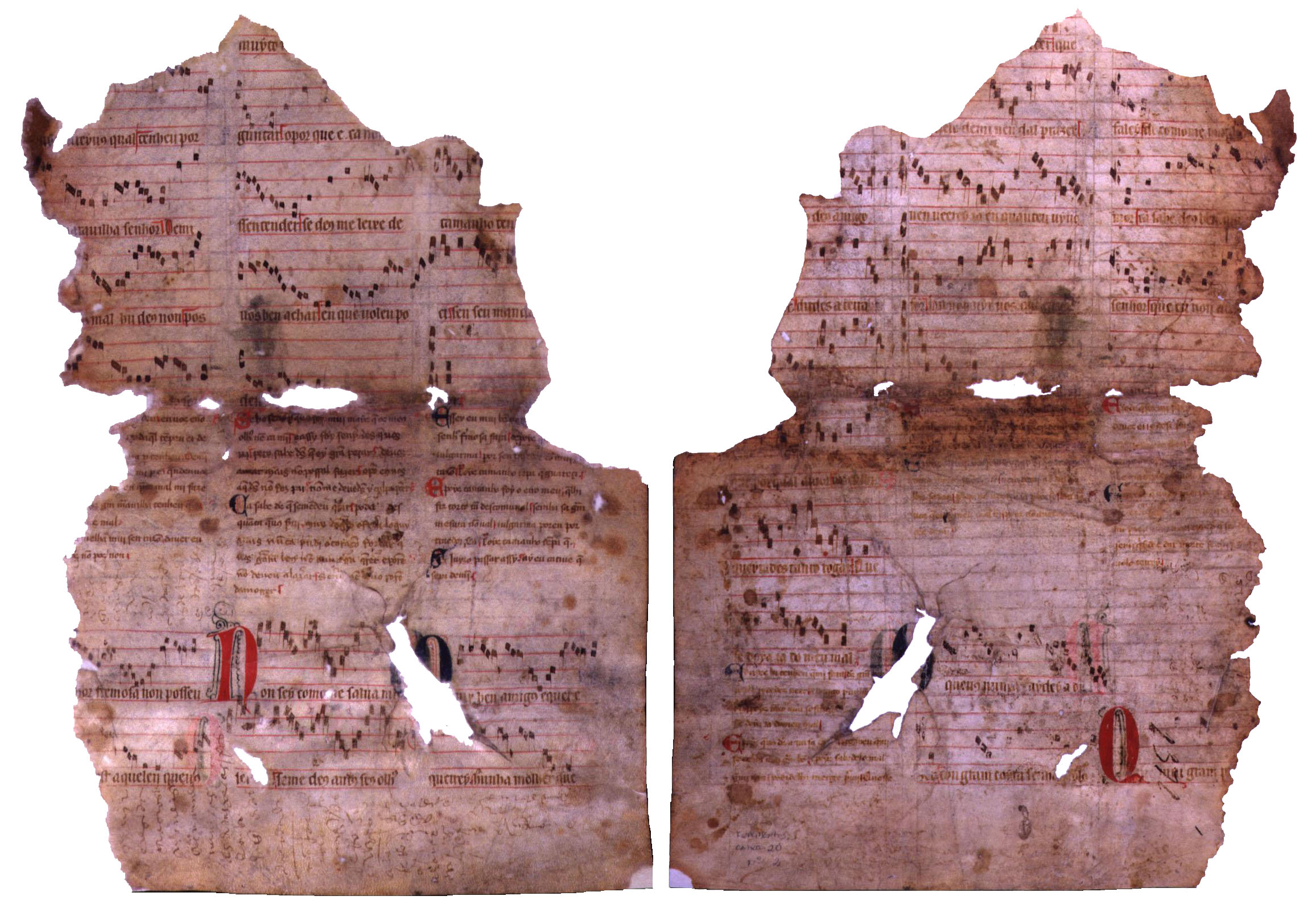
Le Parchemin Sharrer avec des cantigas de Denis Ier de Portugal.

La culture est un autre de ses foyers d'intérêt. Denis Ier aime la littérature et écrit lui-même quelques livres sur des thèmes comme l'administration, la chasse et des ouvrages de poésie . Il a été un des plus grands troubadours de son temps avec 137 cantigas qui lui sont attribuées et qui appartiennent aux trois principaux genres du Lyrisme Galaïco-portugais : 73 cantigas de amor, 51 cantigas de amigo et 10 cantigas de escarnio y maldecir. Ces œuvres sont conservées dans deux manuscrits du début du XVIe siècle, le « Cancioneiro Colocci-Brancuti » et le « Cancioneiro da Vaticana » . En 1990, l'érudit américain Harvey L. Sharrer a découvert la musique originale de sept cantigas de amor du roi Denis Ier sur un parchemin fragmenté qui a servi de couverture à un livre de minutes notariales du XVIe siècle ,. Ce document porte aujourd'hui le nom de « Parchemin Sharrer » à l'Institut des archives nationales . 
En 1290, Denis Ier poursuit la centralisation systématique du pouvoir royal en décrétant le portugais « langue officielle de l'État » ,. Il remplace désormais le latin comme langue des tribunaux  et « des procédures juridiques ainsi que judiciaires » de son royaume ,,.
Sous son règne, Lisbonne devient un centre de culture et d'apprentissage ,. La première université du Portugal, appelée « Estudo Geral », est fondée avec la signature du document « Scientiae thesaurus mirabilis » à Leiria le 3 mars 1290 . Des cours sur les arts, le droit civil, le droit canonique et la médecine sont donnés et, le 15 février 1309, le roi accorde à l'université une charte, la « Magna Charta Privilegiorum » . L'université est déplacée plusieurs fois entre Lisbonne et Coimbra, pour finalement s'installer définitivement à Coimbra en 1537 par ordre du roi Jean III .

#### Dernières années et décès

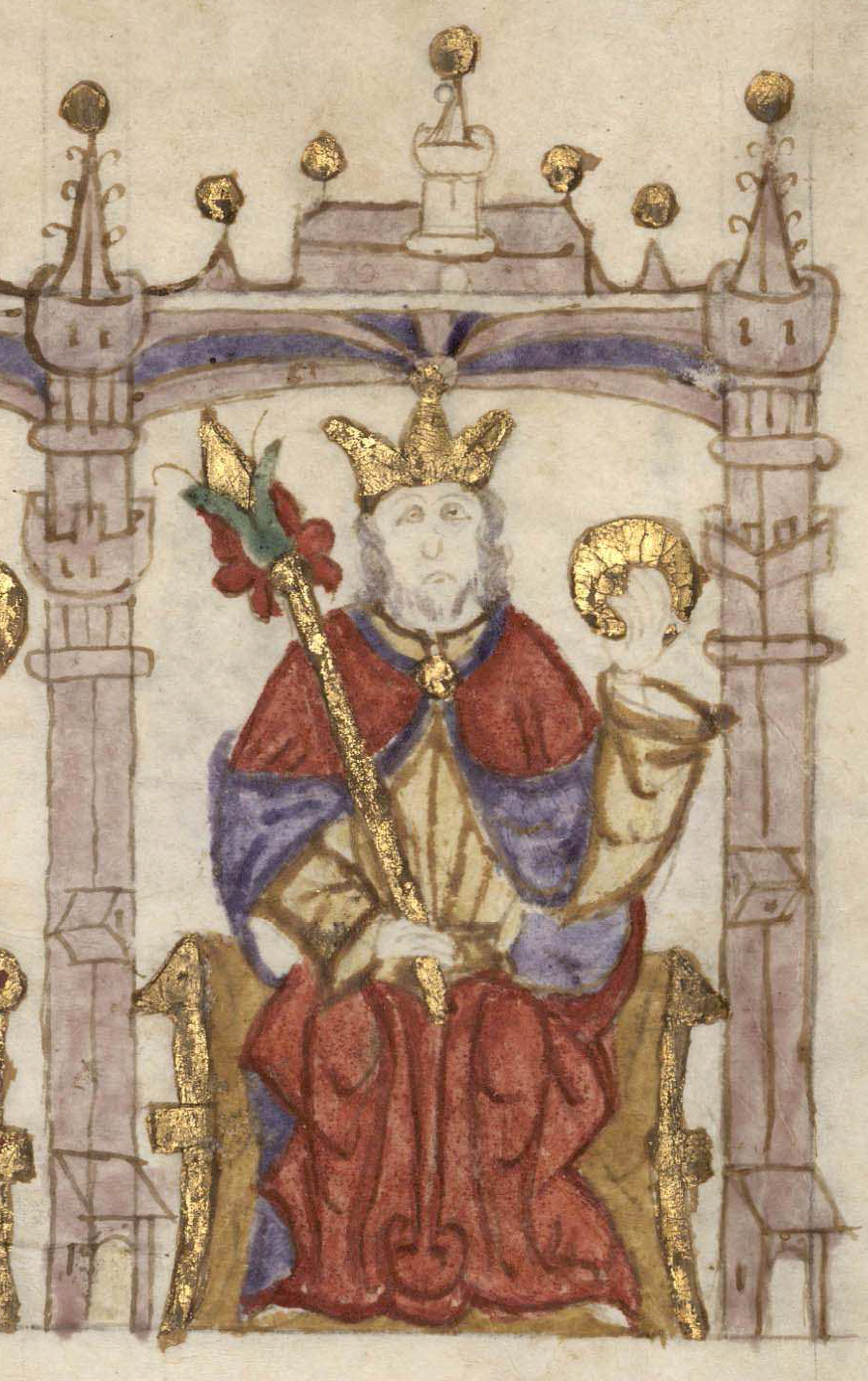
Le roi Denis Ier de Portugal dans le manuscrit castillan Semblanzas de reyes (1312–1325).

Les dernières années de son règne sont marquées par des conflits entre ses deux fils : le prince héritier Alphonse face à Alphonse Sanches, comte d'Albuquerque et enfant illégitime ,,. L'infant Alphonse tente d'attaquer son demi-frère à Lisbonne mais le roi protège son bâtard, interdisant à l'héritier du trône de pénétrer dans la ville. Sa désobéissance conduit le père et le fils légitime à s'opposer militairement à Alvalade. La reine Élisabeth décide d'intervenir directement afin d'empêcher la bataille, s'interposant entre les deux armées. Denis Ier et le prince héritier finissent par conclure la paix définitive en 1324 .
En 1322, Denis Ier est victime d'une crise cardiaque mineure ou d'une attaque cérébrovasculaire. Il vit encore trois ans, affaibli et porté « sur des échasses ainsi que par les bras de serviteurs ». Le 7 janvier 1325, une angine de poitrine ou myocardite aurait causé le décès du roi à Santarém ,. À sa mort, il est enterré au Monastère de Saint-Denis à Odivelas, qu'il a fondé durant son règne.

## Descendance
- La seule épouse de Denis Ier est Élisabeth d'Aragon dite sainte Élisabeth (1271-1336), fille de Pierre III d'Aragon et de Constance de Hohenstaufen [65]. Ils se marient en 1282 [66]. Le couple a un fils et une fille [14]:
  - Constance (3 janvier 1290-18 novembre 1313) qui épouse Ferdinand IV,
  - Alphonse IV (1291-1357) son successeur, qui épouse en 1309 Béatrice de Castille ;

Le roi a également plusieurs enfants illégitimes :
- de Grácia Anes Fróis [68]:
  - Pierre Alphonse (1287-1354), 3e comte de Barcelos ;
- d'Aldonça Rodrigues Telha [69]:
  - Alphonse Sanches (1289-1329) comte d'Albuquerque, rival d'Alphonse IV de Portugal.
- de Marie Pires [70]:
  - Jean Alphonse (1295-1326 [71]), seigneur de Lousã et Arouse ;
- de Marinha Gomes :
  - Marie Alphonse (1301-1319) qui épouse Juan Alfonso de la Cerda, noble de Castille [72];

## Titre complet
Roi de Portugal et de l'Algarve par la grâce de dieu